# الأطلس الكبير

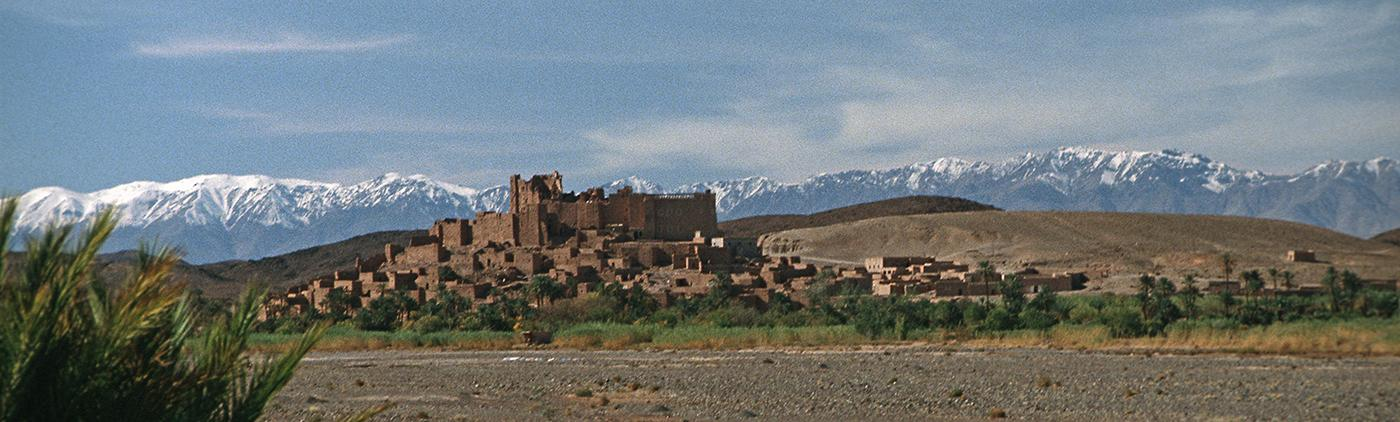
قصبة في وادي دادس، خلفها سلسة جبال الأطلس الكبير

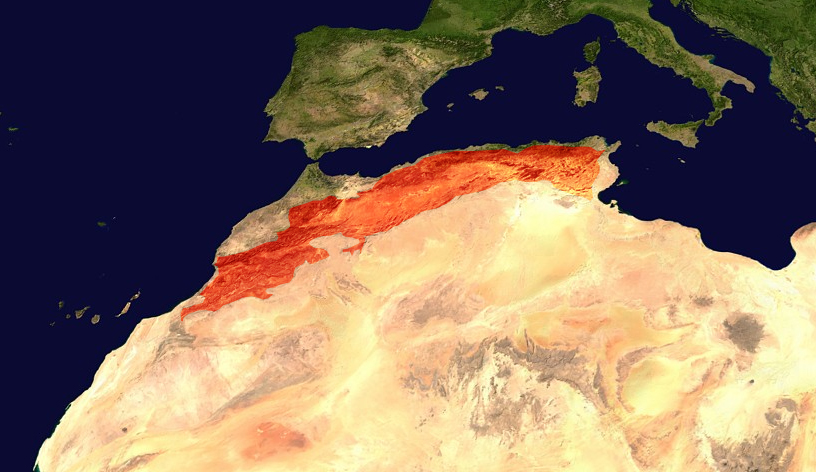
سلسلة جبال الأطلس

الأَطْلَسُ الكَبِيرُ هو الجزء الأعلى في سلاسل جبال الأطلس في المملكة المغربية الشريفة. والأطلس الكبير عبارة عن سلاسل شامخة تمتد من غرب مدينة أكادير على المحيط الأطلسي في اتجاه الشمال الشرقي وأعلى قممها جبل توبقال 4165 م ويقع جنوب مدينة مراكش. وتنقسم هذه السلسلة بدورها إلى كتلتين منفصلتين يقطعهما ممر تالوين، والكتلة الغربية أعلى من الشرقية. تقسم هذه الجبال المملكة المغربية الشريفة إلى منطقتين مناخيتين مختلفتين؛ منطقة شرقية بمناخ صحراوي حار وأخرى معتدلة ذات مناخ رطب.
تعني ادرار ندرن بالأمازيغية «جبل الحياة» وهي تسمية قديمة لاعتقاد السكان المحليين أن الجبل مصدر الماء والحياة.
جبال الأطلس سلسلة جبلية في المملكة المغربية الشريفة تتكون من الأطلس الصغير والأطلس الكبير والأطلس المتوسط وتنتمي لسلاسل جبال الأطلس.

## صور

جبال الأطلس الكبير قرب مراكش
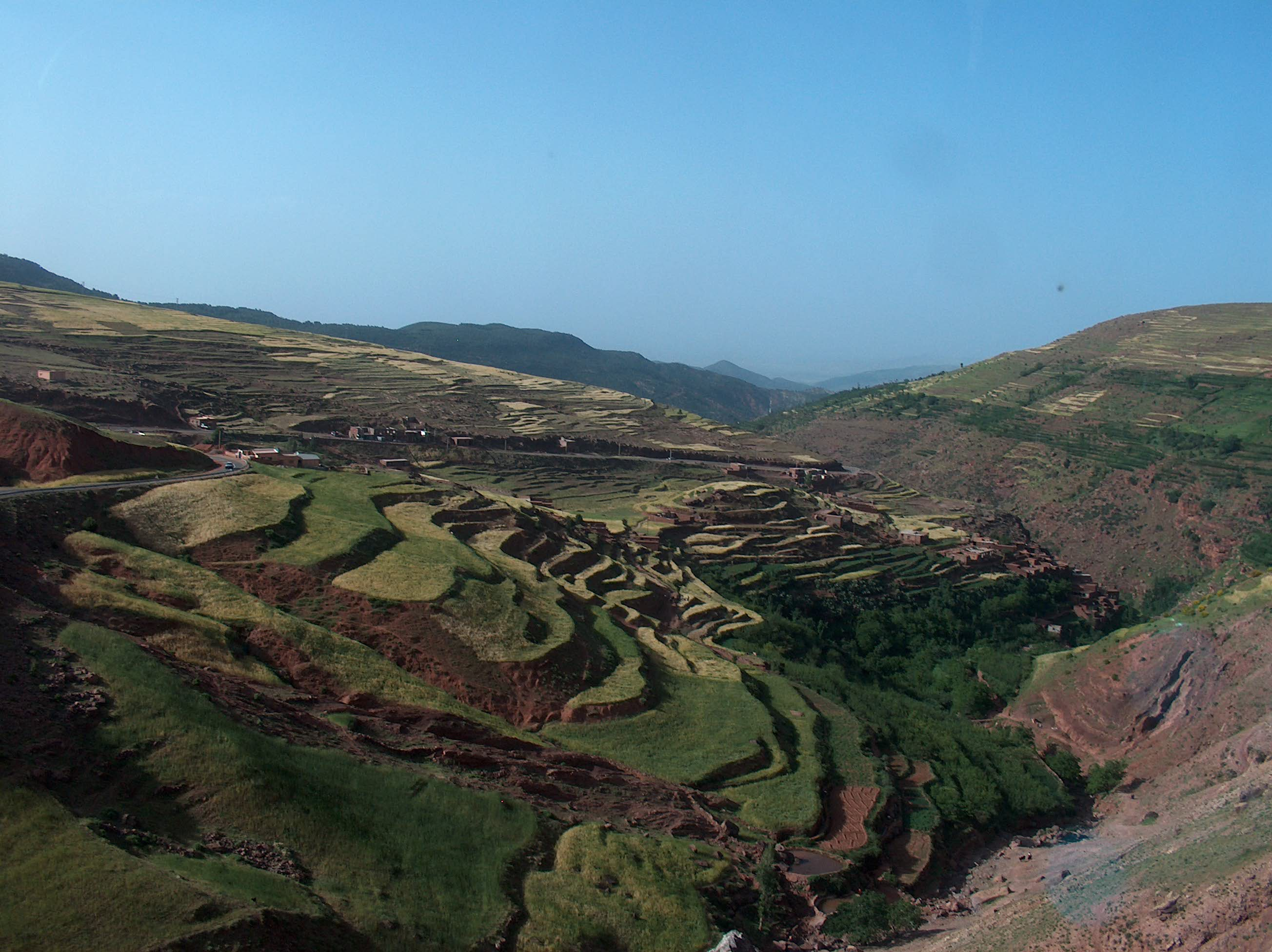
أعالي وادي أوريكا في الأطلس الكبير
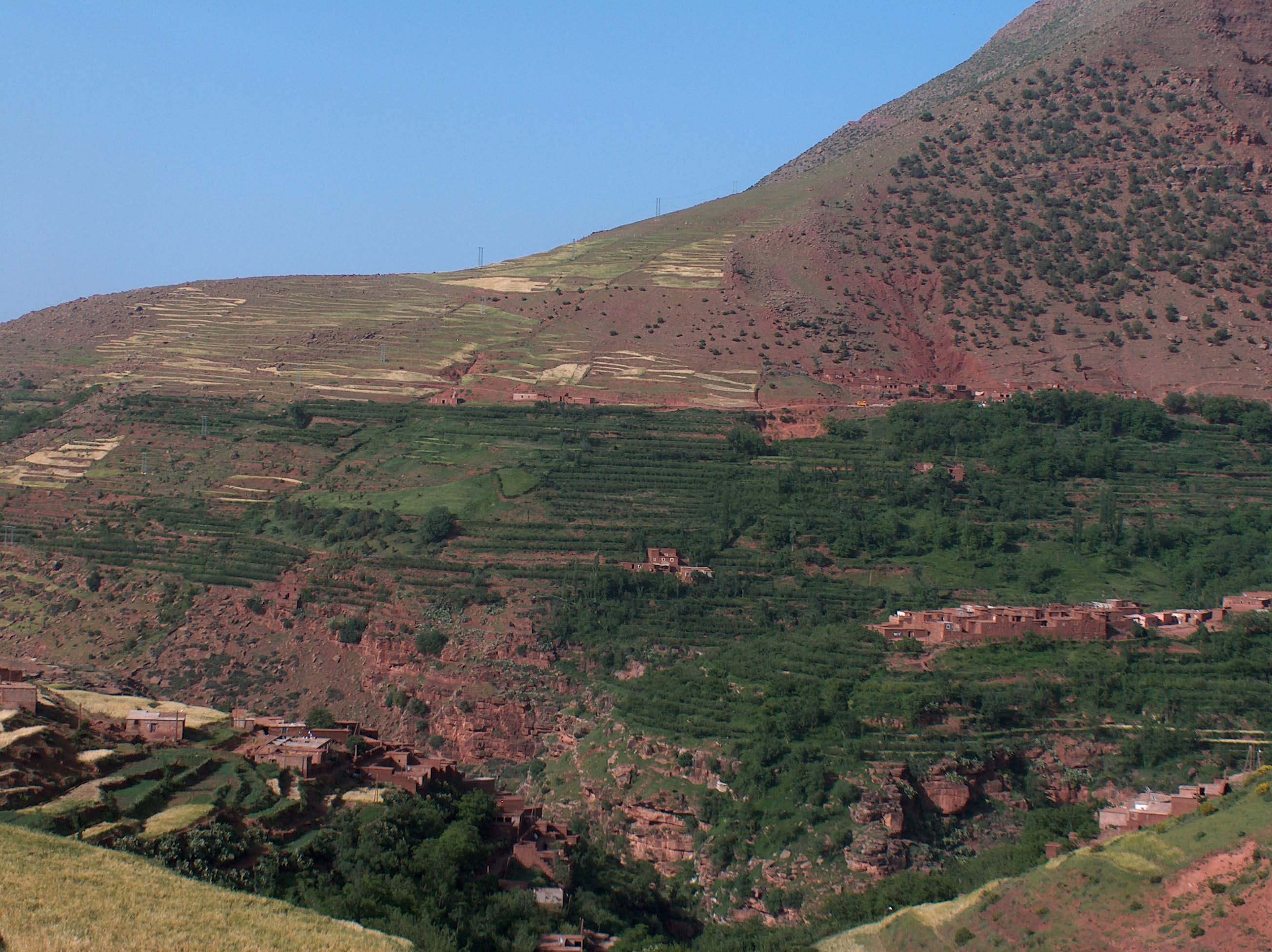
أعالي وادي أوريكا
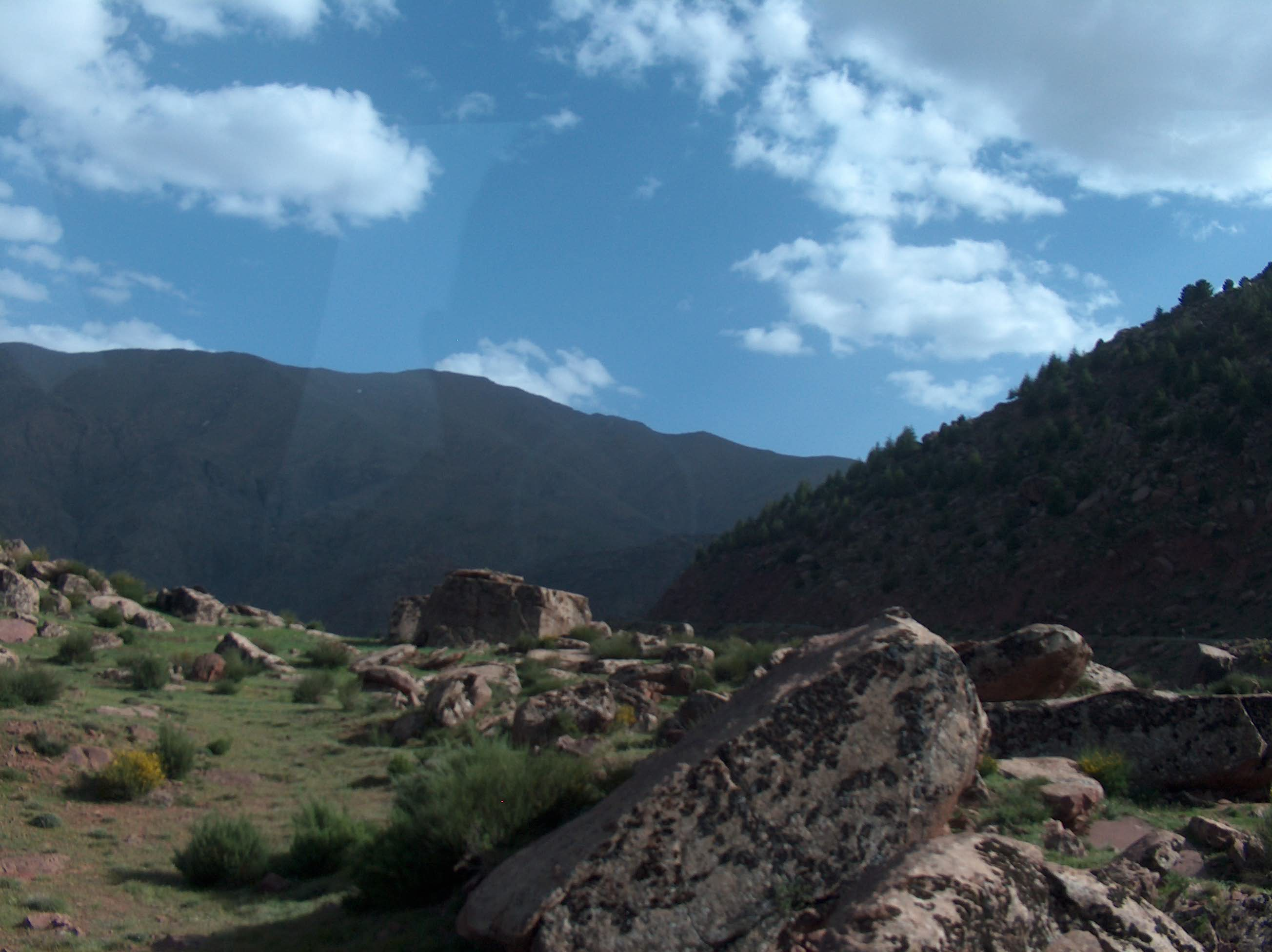
الغطاء النباتي عند قمم جبال الأطلس الكبير
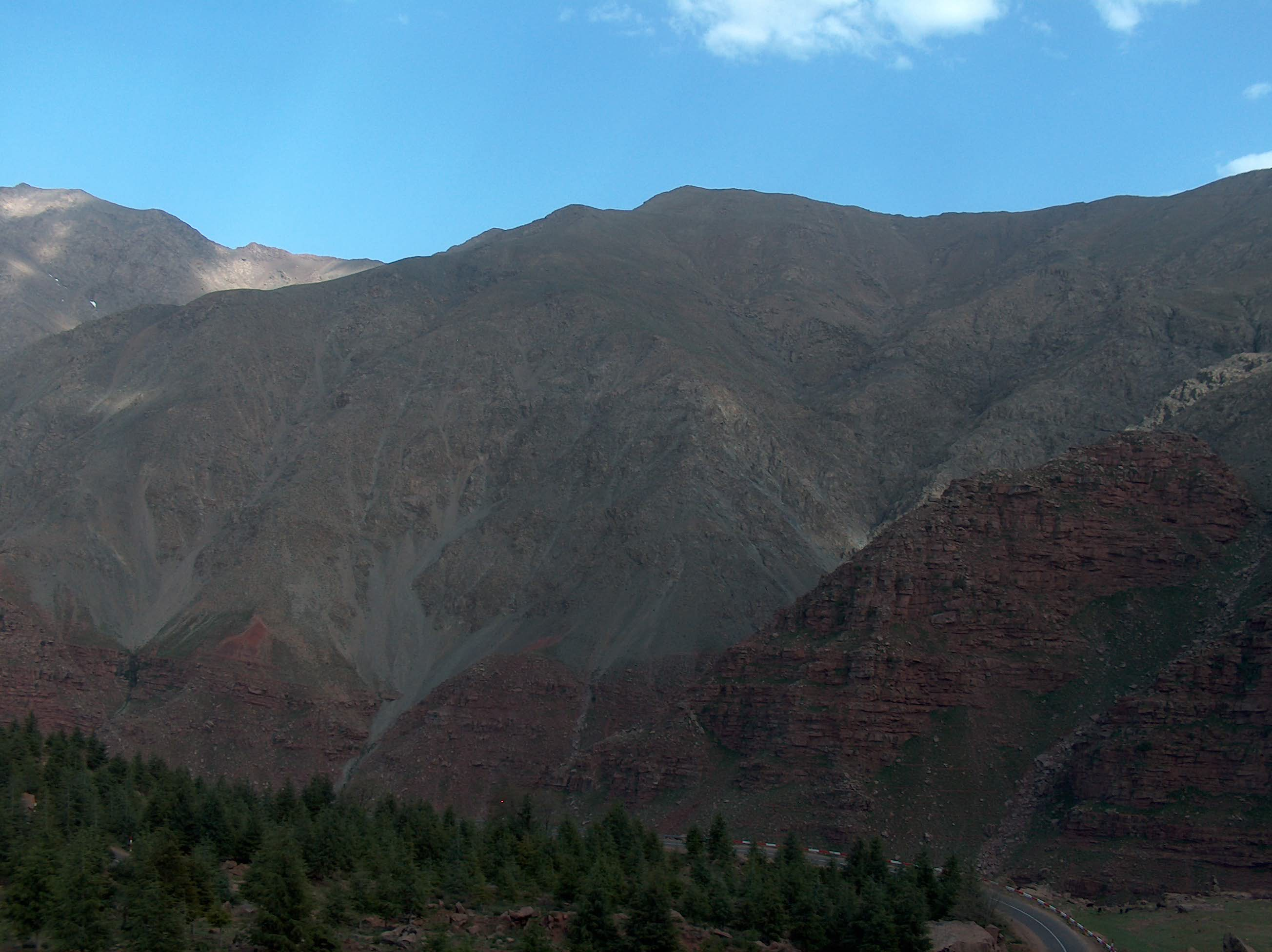
جبال الأطلس الكبير
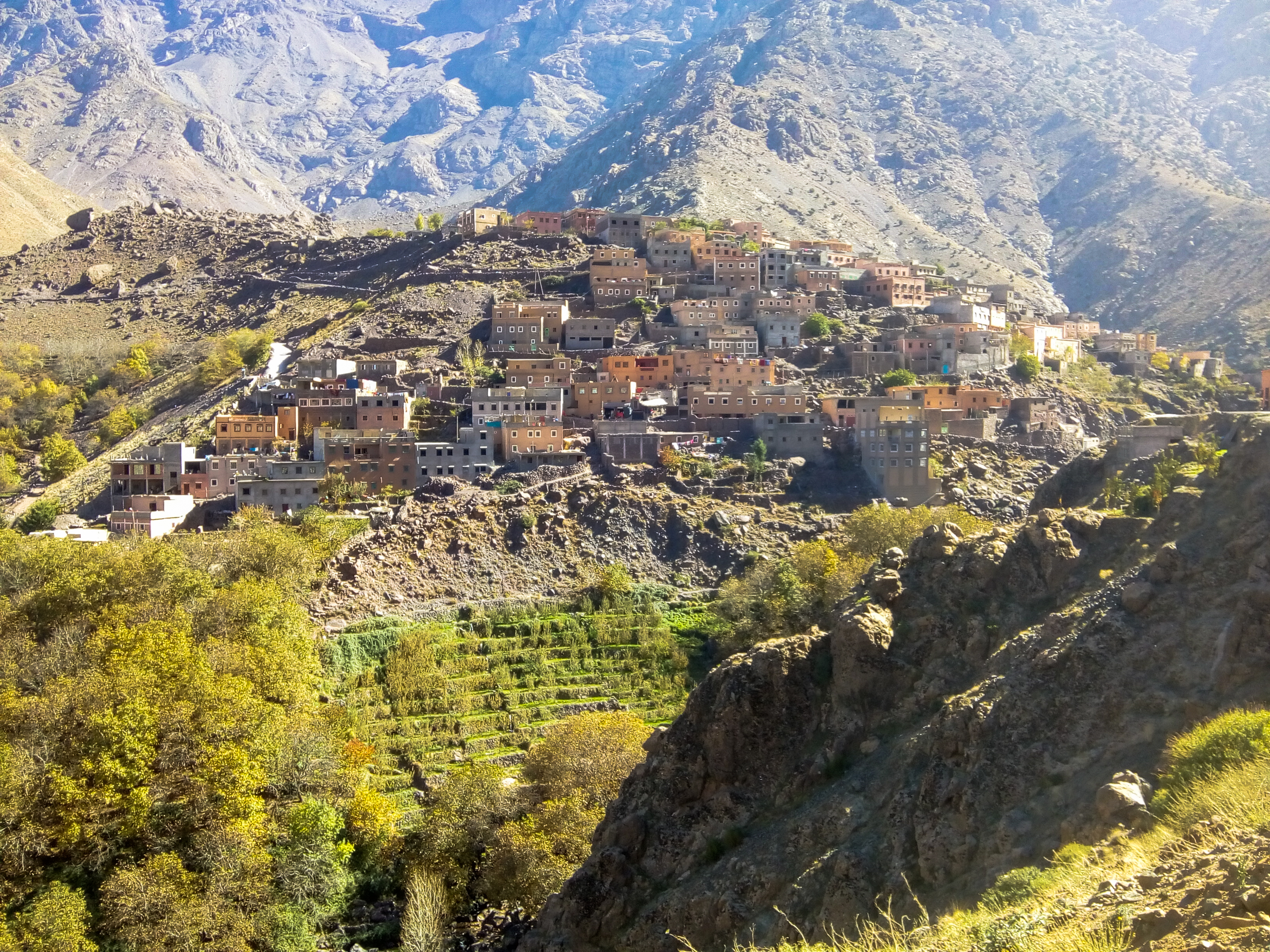
قرية أرمد بالأطلس الكبير الأوسط
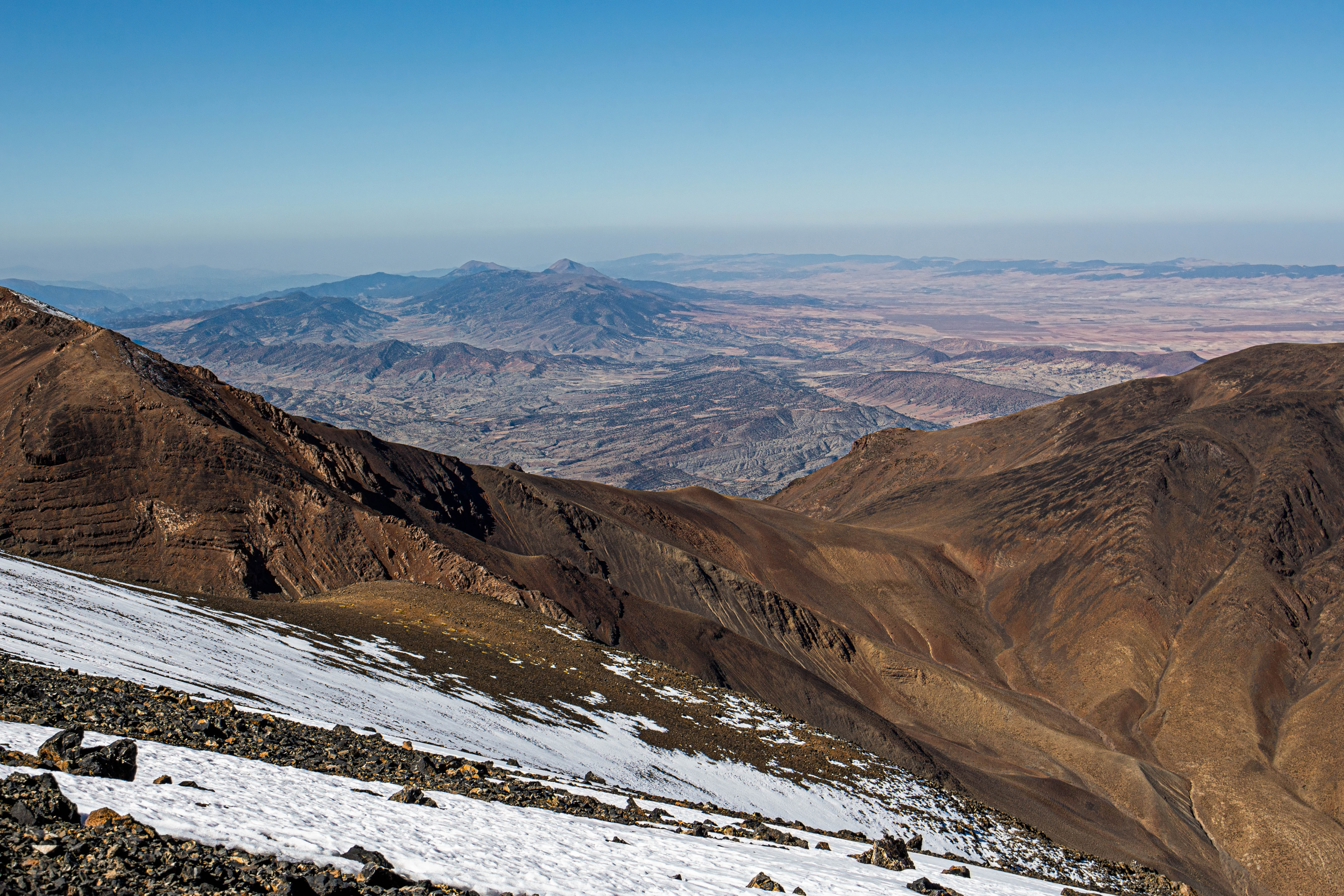
مشهد للأطلس الكبير الشرقي من قمة جبل العياشي